# Rakija

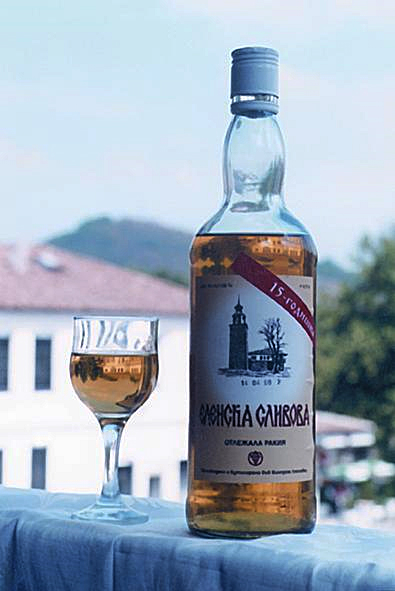
Zwetschgen-Rakija aus der Region Elena in Bulgarien

Der Rakija, auch Rakia geschrieben, ist ein Obstbrand, der durch Destillation vergorener Früchte hergestellt wird. Er ist ein beliebtes Getränk in den Ländern der Balkanhalbinsel, in Italien und Frankreich. Der Alkoholgehalt beträgt normalerweise 40 %, hausgemachter Rakija kann auch stärker sein (50 % bis 60 %). Prepečenica ist ein doppelt-destillierter Rakija, dessen Alkoholgehalt 60 % übersteigen kann. Der türkische Rakı, der bulgarische Mastika und der griechische Ouzo werden zur Aromatisierung nochmals mit Anissamen destilliert. Die in Deutschland bekannteste Art ist der Zwetschgen-Rakija, der Sliwowitz.
Rakija gilt als das Nationalgetränk einiger südslawischer Völker.

## Namen und Schreibweisen
Der Name des Getränk leitet sich aus dem Arabischen عرق / ʿaraq, über türkisch rakı ab. Regionale Schreibweisen sind:
albanisch raki/rakia, aromunisch arichii, bosnisch rakija, bulgarisch ракия, kroatisch rakija, griechisch ρακί/τσίπουρο, ungarisch pálinka, mazedonisch ракија, rumänisch rachiu/răchie, serbisch ракија rakija, slowakisch pálenka, slowenisch žganje/šnopc, türkisch rakı, baschkirisch rakija.

## Arten von Rakija

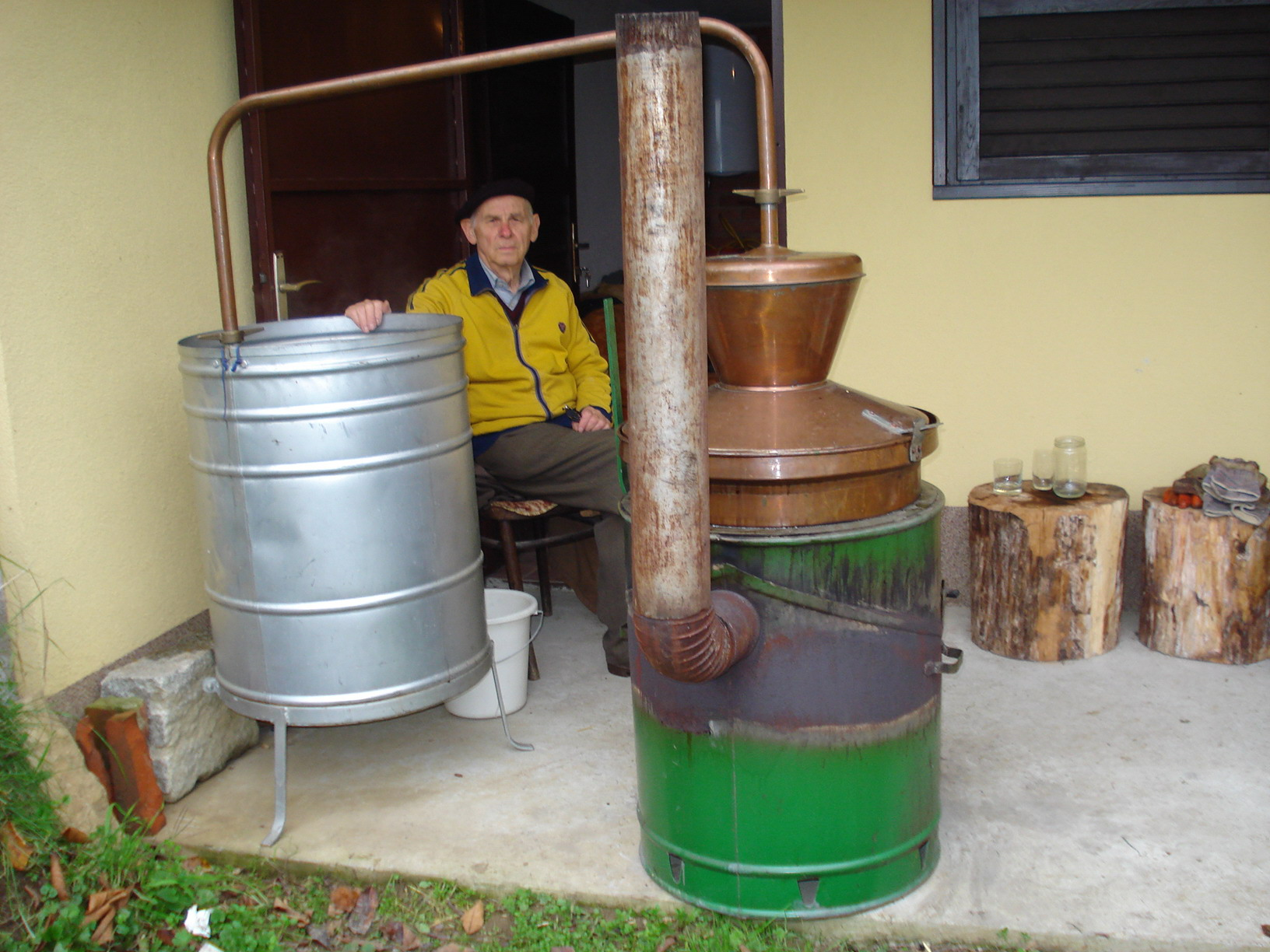
Traditionelles Brennen von Rakija aus Zwetschgen (Sliwowitz) in Međimurje, Nordkroatien

Es gibt viele Arten Rakija, die abhängig von der Frucht, aus der sie hergestellt sind, einen unterschiedlichen Namen haben.
Die beliebtesten Sorten sind die Sliwowa bzw. Sliwowitz (aus Zwetschgen) und Grozdowa (auch Lozovača) Rakija aus Weintrauben. Früchte, die auch häufig zur Herstellung verwendet werden, sind Pfirsiche, Aprikosen, Äpfel, Birnen, Kirschen, Feigen und Quitten. In Bulgarien und Serbien werden bei hausgemachtem Rakija mehrere Fruchtarten verwendet, in Istrien und Dalmatien vor allem Trauben, die lokal auch als trapa oder grappa bekannt sind (ähnlich dem italienischen Tresterbrand Grappa).
Pflaumen- und Trauben-Rakija werden nach der Destillation auch mit anderen Zutaten wie Kräutern, Honig, Sauerkirschen und Walnüssen vermischt.
| Meistverbreitete Arten   | Meistverbreitete Arten                                       | Meistverbreitete Arten                                                                         |
| Frucht                   | Bezeichnung in Ex-Jugoslawien                                | Bezeichnung in Bulgarien                                                                       |
| ------------------------ | ------------------------------------------------------------ | ---------------------------------------------------------------------------------------------- |
| Pflaume (von Sliwa)      | šljivovica, шљивовица, siehe Sliwowitz                       | сливова sliwowa сливовица sliwowiza                                                            |
| Weintrauben              | lozovača/loza, лозова ракија/лозовача/лоза                   | гроздова grozdowa гроздовица grozdowiza мускатова muskatova анасонлийка anasonlijka (mit Anis) |
| Trauben-Trester (Treber) | komovica, комова ракија/комовица                             | джиброва dschibrowa джибровица dschibrowiza шльокавица schlyokawiza                            |
| Aprikose                 | kajsijevača, кајсијевача                                     | кайсиева kajsiewa                                                                              |
| Pfirsich                 | rakija od breskve / ракија од брескве                        | праскова praskowa                                                                              |
| Birne                    | kruškovača/vilijamovka, крушковача/виљамовка, крушка         | крушова kruschowa                                                                              |
| Apfel                    | jabukovača, јабуковача                                       | ябълкова jabalkowa                                                                             |
| Maulbeeren               | dudova rakija/dudovača/dudara, дудова ракија/дудовача/дудара | черничева tschernitschewa                                                                      |
| Quitte                   | dunjevača, дуњевача                                          | дюлева djulewa                                                                                 |
| Feige                    | smokvovača, смоквача                                         | смокинова smokinowa                                                                            |
| Sauerkirsche             | višnjevača                                                   | черешова tschereschowa                                                                         |
| mehrere Früchte          | -                                                            | плодова plodowa                                                                                |

In Albanien wird unter Raki meist der Traubenschnaps Raki rrushi mit einem Alkoholgehalt von 70 bis 80 Volumenprozent verstanden. Geschätzt wird auch der Maulbeerbrand Raki mani.

## Rituale und Rakija
Obwohl Wein den wesentlichen Teil des Eucharistie-Ritus in den orthodoxen und katholischen Kirchen der Region einnimmt, findet auch Rakija Anwendung in einigen religiösen Ritualen auf der Balkanhalbinsel. So wird am Ende einer christlich-orthodoxen Beerdigung den Besuchern ein Stück Brot (pogača) und ein Glas Rakija angeboten. Dabei trinkt man ein wenig, worauf man einige Tropfen „für die Seele des Verstorbenen“ mit den Worten „Gott soll für sie/ihn sorgen“ (z. B. auf Rumänisch Dumnezeu să-i primească) auf den Boden tropft, bevor man den Rest trinkt.
Bei Hochzeiten geht der Vater des Bräutigams um alle Tische und bietet den Gästen ein Glas Rakija an – man trinkt bei einem gemeinsamen Toast auf das Glück des Brautpaares. Im Allgemeinen werden im europäischen Südosten beim Hausbesuch Gäste mit einem Glas Rakija begrüßt.
Dazu wird der Rakija in der Regel als Aperitif, also vor dem Essen, mit Salat serviert.